# Fighting Masters
Fighting Masters é um jogo eletrônico de luta para o console Mega Drive, desenvolvido pela Treco em 1991. O jogo era estilo Street Fighter, com alienígenas. 

## História
O sol do sistema solar que contém cada um dos planetas habitados pelos protagonistas está prestes a se tornar uma supernova. Uma raça chamada Primários oferece a chance de sobrevivência ao planeta cujo campeão ganhar um torneio de luta.

## Lutadores
Em primeiro, os nomes dos lutadores da versão japonesa do jogo, em seguida a barra, a versão americana.
- Larry/Dirk: Humano lutador de vale-tudo
- Elepha/Mastodon:Elefante Antropomórfico
- Flamer/Equus: Cavalo Antropomórfico que luta kickboxing
- Morin: Amazona com tonfa
- Beowolf/Grinder: Robô com garras de navalha
- Goldrock: Criatura de pedra com vestes egípcias
- Tomahawk/Phoenix: Falcão Antropomórfico, parecido a um grifo
- Zygrunt/Zygrunte: Lagosta Antropomórfica (asas de barata)
- Medusa/Rotundo: Criatura obesa com pele gelatinosa
- Drason/Xenon: Dragão que cospe fogo
- D I O: planta carnívora consciente
- Eyesight/Uppercut: Ciclope pugilista

- Além destes, o chefe final era Valgasu, uma criatura com chifres que não podia ser escolhida.